# 薬学

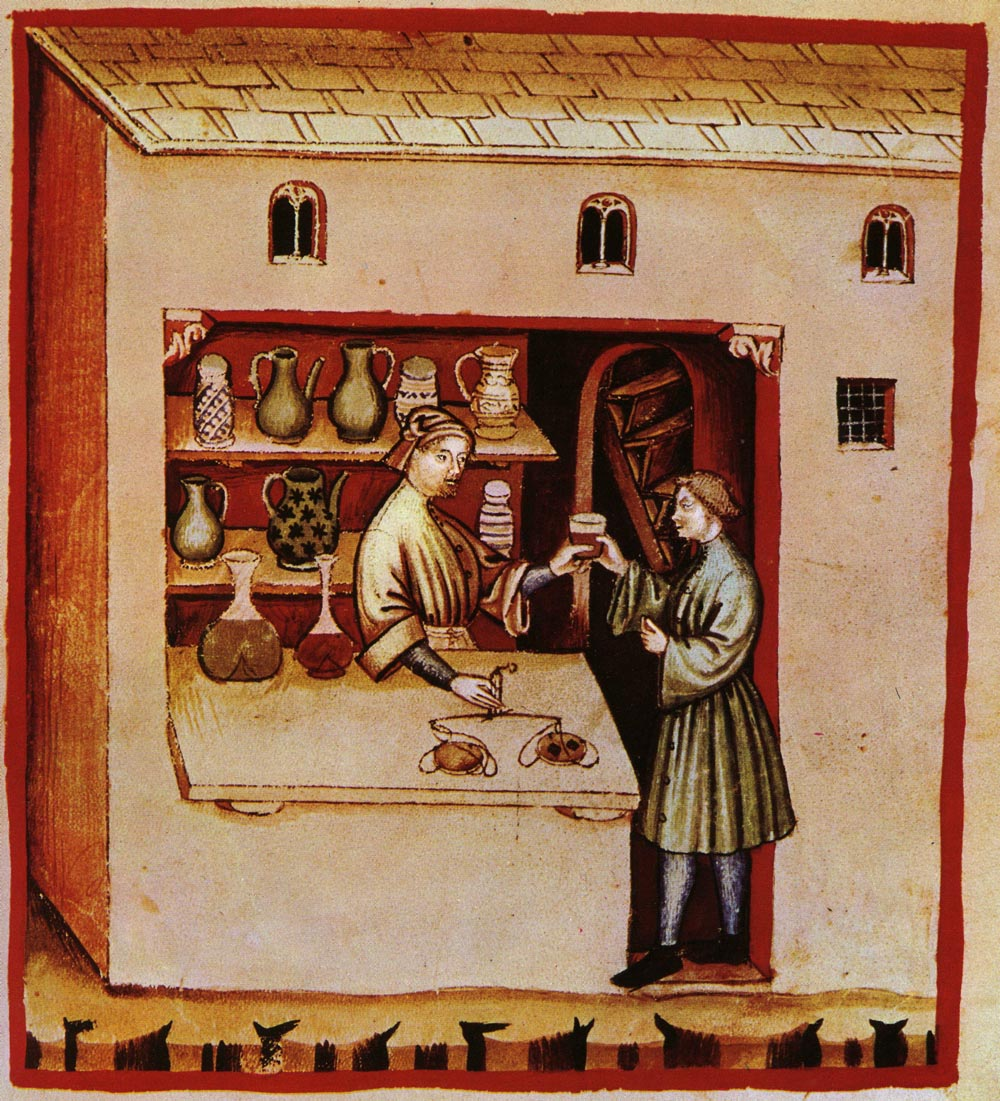
薬屋（健康全書 Tacuinum Sanitatis、14世紀）

薬学（やくがく、英語: pharmacy）とは、薬物を専門とする学問である。医療をサポートする学問領域の医療薬学と薬の発見と製造に関する領域の医薬品化学に大別される。

## 概要
1940年代以前は、前者は医学における一大分野であり、後者は有機化学の主たるテーマの1つであった。20世紀に入り有機化学、生物学および医学の著しい発展とともに「薬」を軸とする学問分野も展開し、1950年代になると、（日本では）それらを統合した薬学を専攻する機関として薬学部が設置され、医学や化学などとの領域分担が明確になっていった。
日本では、大学で6年制の薬学科を修了すると薬剤師国家試験の受験資格が与えられる。したがって薬剤師は必ず学士（薬学）以上の学位を有する。しかし、薬学者には博士（理学）、博士（工学）、博士（医学）、博士（歯学）や博士（農学）などの博士（薬学）以外の学位を持つ場合も見受けられる。

## 基礎薬学
薬学の基礎領域科学には次に挙げるものが知られている。
有機化学 - 物理化学 - 分析化学 - 放射化学 - 医薬品化学 - 天然物化学 - 生物有機化学 - 生薬学 - 栄養学 - 農薬学 - 火薬学 - 創薬学 - 熱帯医学 - 感染症学 - 生理学 - 細胞生物学 - 微生物学 - ウイルス学 - 寄生虫学 - 分子生物学 - 免疫学 - 生化学

## 医療薬学
薬学の応用としての医学との学際的分野であるが、大きく二つに分けると次のようになる。

### 薬剤学・臨床薬学関連分野
医薬の使用をテーマとした医療サポートに関連が深い薬剤学・臨床薬学に関する学問分野として次に挙げるものが知られている。
薬理学 - 生物薬剤学 - 薬物動態学 - 調剤学 - 製剤学 - 医療薬剤学 - 病理学 - 内科学 - 外科学 - 看護学 - 予防医学 - 病態生理学 - 医薬品情報学 - 日本薬局方 - 薬物学 - 生薬学 - 漢方薬学 - 歯科薬理学 - 臨床化学 - 神経化学 - 粉体工学- 薬局薬学- 病院薬学

### 衛生薬学関連分野
衛生上の知識に関連する学問分野として次に挙げるものが知られている。
衛生化学 - 環境科学 - 疫学 - 公衆衛生学 - 家畜衛生学 - 病態生化学 - 毒性学 - 生態学

### 社会系薬学
社会薬学は薬がもつ社会的使命や価値に関する学問分野として次に挙げるものが知られている（なお、これらは自然科学のみならず、人文科学・社会科学の区分とに融合する要素があるため、社会学の一部と考えることができる）。
薬と社会 - 薬をめぐる行動とその関係および相互作用 - 社会薬学 - 薬剤経済学 - 薬史学 - 薬物乱用

## 主な薬剤
- 漢方薬
- 抗炎症薬
- 抗生物質
- 抗ウイルス薬
- 向精神薬
- 睡眠薬
- 抗不安薬
- 抗うつ薬
- 抗癌剤
- 鎮痛剤
- 麻薬

日本薬局方収載医薬品は治療薬一覧に詳しい

## 関連分野
- 化学／生物学／医学／歯学／獣医学／看護学／農学／工学／理学
- 医学史／歯学史／薬学史
- 生命倫理学／医療人類学／医療社会学／健康心理学／栄養学／本草学